# Rúnar Kárason
Rúnar Kárason (ur. 24 maja 1988) – islandzki piłkarz ręczny, reprezentant kraju grający jako prawy rozgrywający. Obecnie występuje w Bundeslidze, w drużynie Bergischer HC.

## Sukcesy
- brązowy medal mistrzostw Niemiec  2011